# Ricardo Matos
Ricardo Manuel Pinho Matos (Santarém, 25 marzo 2000) è un calciatore portoghese, attaccante svincolato.

## Carriera
Cresciuto nel settore giovanile del Benfica, il 7 agosto 2019 viene acquistato dall'Ascoli, in Serie B. Debutta con i marchigiani il 18 gennaio 2020, giocando l'incontro perso per 3-1 in trasferta contro il Trapani. Il 1º febbraio 2021 passa in prestito alla Casertana, in Serie C, fino al termine della stagione. Il 16 agosto successivo ritorna in Portogallo nelle file dell'Olhanense, in terza divisione.
Il 31 gennaio 2022 viene ingaggiato dalla Portimonense. Il 5 febbraio esordisce in Primeira Liga, giocando l'incontro pareggiato per 1-1 contro il Paços Ferreira. Il 12 febbraio va a segno nel match pareggiato per 1-1 contro il Boavista, realizzando la rete del temporaneo vantaggio.

## Statistiche

### Presenze e reti nei club
Statistiche aggiornate al 16 gennaio 2023.
| Stagione            | Squadra             | Campionato          | Campionato | Campionato | Coppe nazionali | Coppe nazionali | Coppe nazionali | Coppe continentali | Coppe continentali | Coppe continentali | Altre coppe | Altre coppe | Altre coppe | Totale | Totale |
| Stagione            | Squadra             | Comp                | Pres       | Reti       | Comp            | Pres            | Reti            | Comp               | Pres               | Reti               | Comp        | Pres        | Reti        | Pres   | Reti   |
| ------------------- | ------------------- | ------------------- | ---------- | ---------- | --------------- | --------------- | --------------- | ------------------ | ------------------ | ------------------ | ----------- | ----------- | ----------- | ------ | ------ |
| 2019-2020           | Ascoli              | B                   | 2          | 0          | CI              | 0               | 0               | -                  | -                  | -                  | -           | -           | -           | 2      | 0      |
| 2020-feb. 2021      | Ascoli              | B                   | 3          | 0          | CI              | 1               | 0               | -                  | -                  | -                  | -           | -           | -           | 4      | 0      |
| Totale Ascoli       | Totale Ascoli       | Totale Ascoli       | 5          | 0          |                 | 1               | 0               |                    | -                  | -                  |             | -           | -           | 6      | 0      |
| feb.-giu. 2021      | Casertana           | C                   | 12         | 2          |                 | -               | -               |                    | -                  | -                  |             | -           | -           | 12     | 2      |
| 2021-gen. 2022      | Olhanense           | L3                  | 11         | 7          | CP              | 4               | 3               |                    | -                  | -                  |             | -           | -           | 15     | 10     |
| gen.-giu. 2022      | Portimonense        | PL                  | 5          | 1          | CP+CdL          | -               | -               |                    | -                  | -                  |             | -           | -           | 5      | 1      |
| 2022-2023           | Portimonense        | PL                  | 7          | 1          | CP+CdL          | 1+3             | 0+1             |                    | -                  | -                  |             | -           | -           | 11     | 2      |
| Totale Portimonense | Totale Portimonense | Totale Portimonense | 12         | 2          |                 | 4               | 1               |                    | -                  | -                  |             | -           | -           | 16     | 3      |
| Totale carriera     | Totale carriera     | Totale carriera     | 40         | 11         |                 | 9               | 4               |                    | -                  | -                  |             | -           | -           | 49     | 15     |